# Trespass
《Trespass》是英国摇滚乐队创世纪的第二张录音室专辑。它在1970年10月由Charisma唱片发行。它是该乐队和吉他手安东尼·菲利普斯合作时期的最后一张专辑，也是和鼓手约翰·马修合作的唯一一张专辑。
创世纪乐队在1969年秋天成为一支职业乐队并开始排练和进行现场表演。经过几个月包括在朗尼史葛爵士乐俱乐部演出在内的巡演，他们签下了一份Charisma唱片的唱片合同并于1970年7月进入伦敦的三叉戟录音室录制《Trespass》。该录制时期录制的音乐标志着他们从第一张专辑《From Genesis to Revelation》更多呈现流行歌曲的形式，转变为更加有民间风味的前卫摇滚。其中包括了多个低音的十二弦吉他不插电段落以及较重的且受到现场喜爱的《The Knife》。封面是保罗·怀特黑德一生中设计的几个封面中的首个封面，上面有一把刀子。
该专辑录音结束后不久，吉他手安东尼·菲利普斯离开了这个乐队，这几乎导致了创世纪乐队的解散。经过讨论，乐队决定不解散并用菲尔·柯林斯代替约翰·马修担任鼓手。《Trespass》发行后并没有取得很大的成功，没有登上英国和美国的排行榜，还收到了评论家褒贬不一的评论，但它在比利时获得了成功，这有助于维系乐队的职业生涯。这张专辑的重新灌录版在1980年代初期短暂地登上了排行榜第98名。

## 背景和录制
1969年8月，创世纪决定成为一支职业乐队。 乐队的创始成员和主唱彼得·盖布瑞尔、吉他手安东尼·菲利普斯、贝司手麦可·路德佛、键盘手托尼·班克斯都加入了鼓手约翰·西尔弗的行列 。他们离开了制作人乔纳森·金并决定在他们的第一张专辑中写出比直截了当的流行音乐更复杂的音乐。盖布瑞尔后来谈起这张专辑的制作时说：“我认为我们内心总是渴望探索，突破界限，混合风格。”乐队购买了新设备，包括低音吉他和哈蒙德公司生产的风琴，并在Regent录音室录制了一些歌曲的小样，包括《White Mountain》《Family》（就是后来的《Dusk》）。鼓手约翰·西尔弗随后前往美国留学。
1969年9月，创世纪作为一支职业乐队首次进行现场演出，与新鼓手约翰·马修一起在当地俱乐部和大学进行巡回演出。马修作为最资深和经历最丰富的音乐家，因此他的背景不同于乐队的其他成员。菲利浦斯回忆起和马修合作的时期说，尽管乐队其他成员努力适应马修，但马修对他的演奏方式仍不明朗。1970年初，他们在伦敦苏活区的朗尼史葛爵士乐俱乐部获得了为期六周的居住权，期间他们被Charisma唱片制作人约翰·安东尼发掘，安东尼说服了唱片公司老板托尼·斯特拉顿 - 史密斯签下他们。该唱片公司希望他们改变他们早期的流行音乐风格，编写和演奏出与当时其他乐队不同的歌曲。路德佛后来回忆起这段时期时说，演唱是“艰难的，但这是让音乐成形的好方法”。1970年1月，他们下张专辑《Trespass》的歌曲《Looking for Someone》和《Stagnation》在一次BBC节目中首次被录制。
经过几个月的演出之后，到6月创世纪已经积累了足够的素材，并回到三叉戟录音室录制新专辑。安东尼作为制作人和工程师加入他们，并将所有歌曲录制到16轨的录音带上。菲利普斯后来回忆起这次录音过程，认为这只比他们第一张专辑《From Genesis to Revelation》的录制过程稍微复杂一些，并且发现安东尼不喜欢让某人“闯入”他们各自的部分。他还想起了一段时期，路德佛在放下一段吉他部分之前必须听几分钟的曲子，但这时他已经变得太紧张而错误地演奏。演出和录音室的尝试使乐队有足够的素材去录制两张专辑，但他们感觉有些歌曲不够强力而放弃它们而选择了更强力的歌曲收入《Trespass》录音花去这个月的大部分时间，他们尝试了各种各样的方式并重新编排歌曲，在一定程度上，他们的唱片公司认为他们已经住进了录音室。他们与安东尼合作得很好，后来乐队成员回忆起当时与他录制这张专辑的时期，认为他对录音起了相当重要的作用，而且帮助塑造了《Trespass》。

## 歌曲
专辑中的歌曲发展自一个或两个成员带来的想法，或乐队作为一个整体编排而得。班克斯后来说：“我们已经演出了很久，专辑上的每首歌都是在舞台上表演过的。我们选择了至少两倍于专辑中出现的歌曲，歌曲的版本也变化很快。”路德佛抱怨说，这些歌曲已经提前编排好了，在录音棚里几乎没有机会改变他们的声音、安排或方向。乐队受到盖布瑞尔的灵魂乐影响，连同古典音乐、流行音乐和民间音乐，而且经常使用菲利普斯和路德佛的十二弦吉他演奏。盖布瑞尔特别喜欢组合的十二弦吉他并认为这给了乐队更独特和创新的声音。这一时期乐队的歌曲创作往往成对出现，菲利普斯和路德佛、班克斯和盖布瑞尔分别创作歌曲，完成后交给乐队继续创作。
专辑以《Looking For Someone》开场，首先是盖布瑞尔的人声伴随着一个风琴，这随后被描述为“足够怪异以至于让他们在几秒内离群”。盖布瑞尔创作了这首歌，然后由乐队进行了扩展，从一开始的灵魂乐开始，随着它的转变而发展为民间音乐。这首歌的乐章结尾部是由乐队作为一个整体创作的。保罗·斯坦普在1997年写道，这首歌中有来自甲壳虫乐队歌曲《I Am the Walrus》中的“明显的一个反复乐节”。
《White Mountain》和《Dusk》是由班克斯和路德佛在决定录制这张专辑前创作的。乐队集体创作了《Stagnation》（一开始被称为《Movement》）并由盖布瑞尔填詞。《Visions of Angels》一开始是为专辑《From Genesis to Revelation》录制的，因为在当时乐队认为这首曲子不够完善，所以在《Trespass》中它被重新录制了。这首歌起源于1968年菲利普斯的钢琴作品，当时他的钢琴技术有限，但可以产生一种“滑稽”的风格，类似于沙滩男孩和披头士乐队的歌曲。它具有比其他歌曲更直截了当的诗句/合唱结构。 《Stagnation》和《Dusk》表现了菲利普斯和路德佛的组合十二弦吉他的声音，以及班克斯在钢琴、管风琴和电子琴上的领导地位，这种风格之后成为早期创世纪的标志。路德佛后来回忆说，在《Stagnation》之中的一部分大约有十个原声吉他演奏，但他们在最后的混音版本中删除了。盖布瑞尔将这首歌描述为“旅程之歌”，缺乏典型的诗歌/合唱结构以及呈现的各种情绪变化。在制作过程中，这首歌曾达到了13分钟长，之后进行了删改，但之后完善而添加的东西没有被删改。
《The Knife》由盖布瑞尔和班克斯创作。他原来的名字是《The Nice》，意为致敬The Nice乐队，并且音轨上的风琴和The Nice乐队键盘手凯斯·艾莫生所演奏的效果类似。受创世纪乐队粉丝启发而缀合而得的更重的摇滚歌曲《The Knife》，被盖布瑞尔称为是与他们熟练的原声歌曲相比的“某些更危险的东西”。他又说道：“这是我们发现的黑暗能量的第一个高峰。” 这首歌在演唱会上持续了19分钟，但在专辑中却减少到8分钟。盖布瑞尔把歌词写成了一首抗议歌曲的戏仿。菲利普斯后来回忆道：《Everywhere is Here》《Grandma》《Little Leaf》《Going out to Get You》《Shepherd》《Moss》《Let Us Now Make Love》和《Pacidy》这几首歌是我们在录音室中放弃发展的几首歌。班克斯说到：《Going out to Get You》太长无法放入专辑，就像《The Knife》一样长，而且后者必须有一部分被剪裁才适合放入密纹唱片。

## 后续
尽管他们将这段录音时期描述为“愉快”并且不是很困难，但菲利普斯已经对乐队的音乐方向不适应，并且对演出的数量感到不满，因为这种方式花费了他们大量时间来编写复杂的材料（如歌曲《Stagnation》）。他还认为乐队中有太多的词曲作者，而且导致难以获得更多想法。不久之后，这些问题就使他退出了这个乐队。路德佛后来回忆起菲利普斯当时的状态，认为菲利普斯在录音期间看起来很不适应，因此他担心菲利普斯离开，而可能导致创世纪乐队的终结。在乐队从海沃兹希斯的最后一场演出结束后回到位于科巴姆的盖布瑞尔的家中后，他们经过讨论而决定不解散乐队，维持乐队的职业生涯。
在创世纪乐队套装精选《Genesis Archive 1967–75》的说明文字中，班克斯声称菲利普斯的歌曲《Let Us Now Make Love》并没有为专辑录制，一开始乐队觉得它有发行单曲的潜力，但随着专辑完成后吉他手突然离开，它就没有再被录制过。一份这首歌的1970年1月录制的现场版在这份套装精选中被发布。
与此同时，乐队决定用更合适的鼓手取代马修。马修比乐队的其他成员年龄大且由于他认为自己对乐队创作没什么突出贡献而觉得自己是一个局外人，且缺乏自信。为保证专辑《Trespass》内歌曲现场演出顺利，鼓手需要立即更换。菲尔·柯林斯在八月通过面试进入乐队，专辑在鼓手替换成柯林斯后的当年的十月发行。由于乐队找不到吉他手菲利普斯的合适替代者，因此他们不得不重回了以四件乐器为基础的现场演出。1970年末，创世纪乐队和菲利普斯的替代者米克·巴耐德参加了电视节目《Disco 2》并表演了专辑中的歌曲。当时乐队与盖布瑞尔一起的现场演出被称为是“灾难性的”。

## 封面
专辑封面由保罗·怀特黑德创作，他也是乐队接下来两张专辑封面的创作者。封面上有两个人从山上的窗户向外看，这体现了一些歌曲的田园主题。怀特黑德完成了封面之后，乐队将《The Knife》添加到了播放次序中。乐队感觉封面不适合专辑的氛围，他们要求怀特黑德重做它。当怀特黑德不愿意重做时，乐队成员鼓励他用一把真正的刀子切割画布以达到效果。

## 发行
1970年10月，《Trespass》首先在Charisma唱片被发行。在美国，它首次在ABC的爵士厂牌Impulse！上发行。 歌曲《The Knife》在1971年5月以单曲形式发行（分为两部分），但没有登上排行榜。
这张专辑在1974年由ABC唱片公司重新发行。 之后，在MCA唱片公司收购了ABC唱片之后，它又在MCA唱片下重新发行。 一份SACD/DVD双面碟(包括新的5.1和立体声混音) 2008年被发行。

## 主要评价
| 評論得分             | 評論得分 |
| 來源                 | 評分     |
| -------------------- | -------- |
| AllMusic             | [ 49 ]   |
| 《Rolling Stone》    | （不好） |
| 《滾石雜誌專輯指南》 | [ 51 ]   |

《Trespass》的原始版本售出了6000份并帮助了乐队继续巡演。歌曲《The Knife》在1971年1月以单曲形式发行。专辑在比利时排行榜达到了第一名，这使乐队1972年1月在比利时举办了他们的第一次国外音乐会。
这张专辑在发行时受到音乐媒体的热烈欢迎。杰里·吉尔伯特在《声响》杂志上挑出歌曲《Visions of Angels》和《White Mountain》并给了积极评价。《旋律制造者》上的一个评价说到：“雅致、含蓄且精致”。《滚石》给了这张专辑简短但毫不含糊的否定评价，说道：“这是不稳定的且定义不明确，其本质是无聊的，除了最狂热的创世纪粉丝之外，应该避免。”AllMusic后来的回顾性评论只是略有更宽容，总结专辑“更有趣的是它指向什么而不是它实际上表现什么”。他们还评论说，混录版的吉他的音量很低，几乎听不见，留下班克斯的键盘乐器突出，并认为这不是一个好现象。 
在创世纪乐队在1980年代变得更加流行后，这张专辑在1984年达到了排行榜的98名，持续了一周。

## 曲目
所有歌曲由彼得·盖布瑞尔、安东尼·菲利普斯、麦可·路德佛和托尼·班克斯创作。
| 第一面 | 第一面              | 第一面 |
| 曲序   | 曲目                | 时长   |
| ------ | ------------------- | ------ |
| 1.     | Looking for Someone | 7:06   |
| 2.     | White Mountain      | 6:45   |
| 3.     | Visions of Angels   | 6:51   |

| 第二面 | 第二面     | 第二面 |
| 曲序   | 曲目       | 时长   |
| ------ | ---------- | ------ |
| 1.     | Stagnation | 8:45   |
| 2.     | Dusk       | 4:15   |
| 3.     | The Knife  | 8:55   |

## 人员
创世纪
- 彼得·盖布瑞尔 – 主唱、长笛、手风琴、手鼓、低音鼓
- 安东尼·菲利普斯（英语：Anthony Phillips） – 原声十二弦吉他、主音电吉他、扬琴、人声
- 托尼·班克斯（英语：Anthony Banks） – 风琴、钢琴、曼陀铃、原声十二弦吉他、人声
- 麦可·路德佛（英语：Michael Rutherford） – 原声十二弦吉他、电贝斯、古典吉他、大提琴、人声
- 约翰·马修（英语：John Mayhew） – 鼓、打击乐、人声

制作人
- 约翰·安东尼（英语：John Anthony） – 制作人
- 罗宾·杰弗里·凯布尔 – 工程师
- 保罗·怀特黑德（英语：Paul Whitehead） – 设计
- 尼克·戴维斯（英语：Nick Davis） – 混音（2008年再版）
- 托尼·卡钦斯 – 母带重制（2008年再版）